# Bandhagen (metrostation)
Bandhagen is een station van de metro van Stockholm. Het station is gelegen in het stadsdeel Enskede-Årsta-Vantör van Stockholm en ligt op 6,5 km ten zuiden van Slussen.

## Geschiedenis
In 1941 besloot de Stockholmse gemeenteraad tot de aanleg van een metronet om de voorsteden met het centrum te verbinden. De bestaande Örbybanan tussen Palmfeltsvägen en Örby werd tussen 1946 en 1951 deels omgebouwd tot metro. Omdat het dun bebouwde Örby onvoldoende reizigers voor een metro zou kennen werd het traject ten westen van Stureby niet omgebouwd maar gesloten. In plaats daarvan werden vier nieuwe wijken aan de rand van Örby gepland. Deze werden geheel rond een metrostation ontworpen met een dichte bebouwing en daarmee voldoende reizigers voor een metro. De noordelijkste hiervan is Bandhagen dat samen met Högdalen werd gebouwd aan de oostrand van Örby.   

## Station
Het station, tussen de bruggen over de Örbyleden aan de noordkant en de Trollesundvägen aan de zuidkant, werd geopend op 22 november 1954. Het toegangsgebouw ligt deels op de brug aan de zuidkant en is vanaf de ingang aan het Bandhagsplan, het centrale plein van de buurt, met een trap of lift bereikbaar. In 1983 heeft kunstenaar Freddy Fraek zijn kunstwerk "duimstok" op het perron gerealiseerd. Het kunstwerk bestaat uit een reuze duimstok die om een rotsblok gevouwen is. Het rotsblok is een echte van kalksteen, de duimstok was aanvankelijk van hout maar na het ontstaan van scheuren is een koperen bekleding aangebracht.

## Galerij

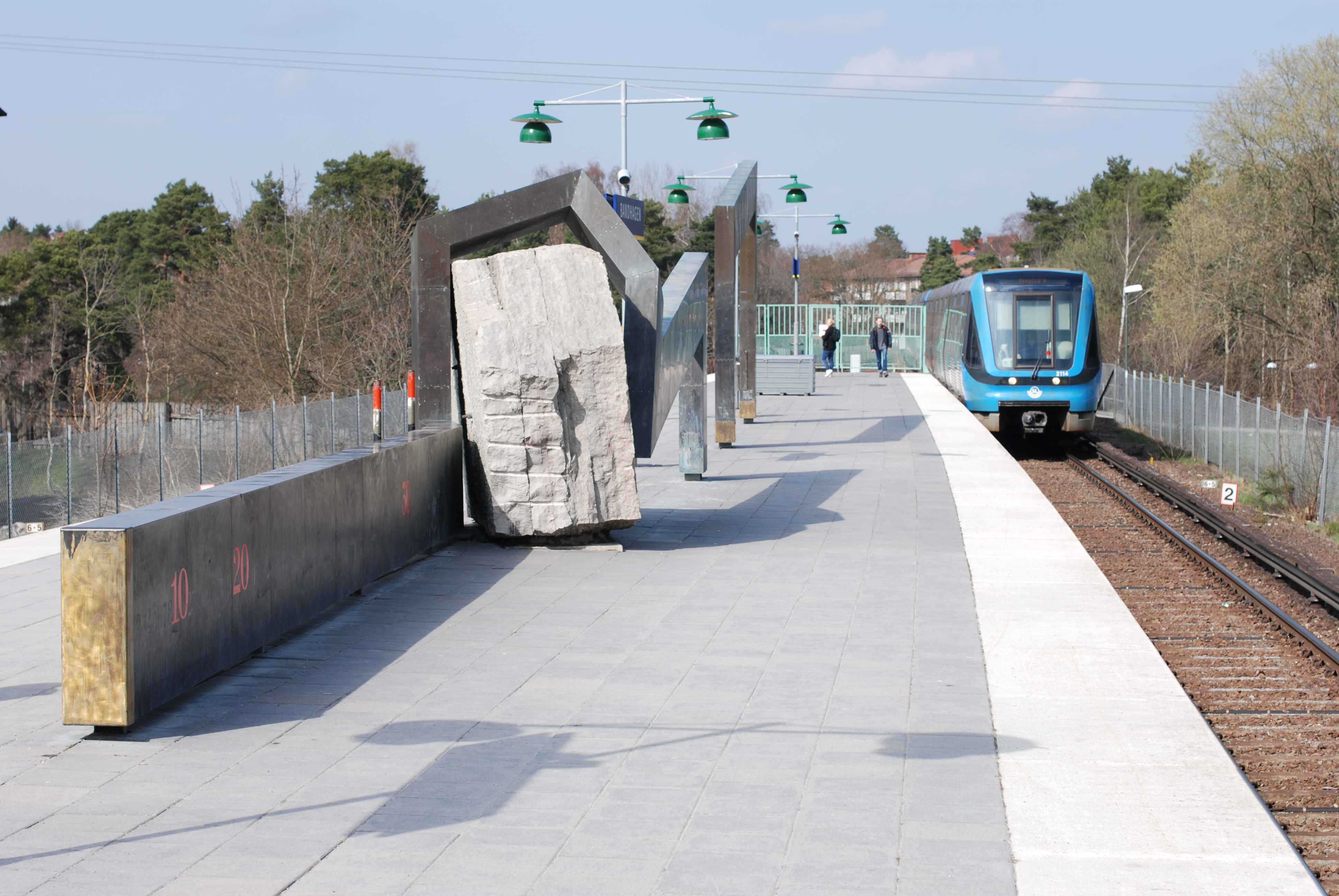
De metro uit het noorden rijdt het station binnen
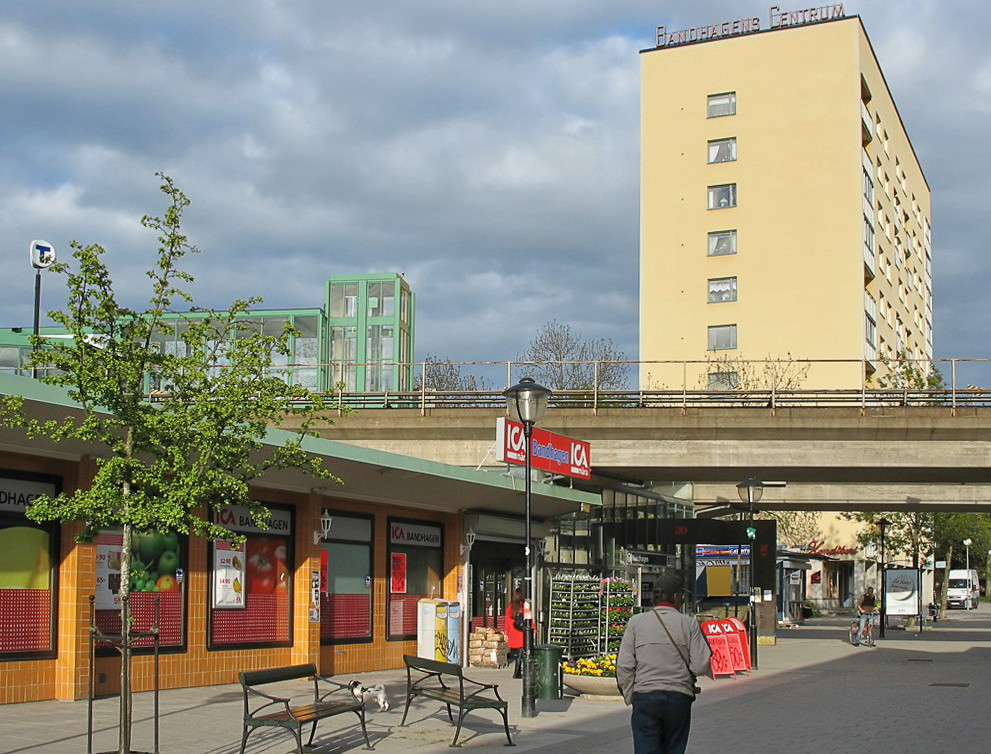
De ingang van het station

Hässelby strand · 
Hässelby gård ·
Johannelund ·
Vällingby ·
Råcksta ·
Blackeberg ·
Islandstorget ·
Ängbyplan ·
Åkeshov· 
Brommaplan·
Abrahamsberg· 
Stora Mossen· 
Alvik · 
Kristineberg · 
Thorildsplan  · 
Fridhemsplan · 
S:t Eriksplan · 
Odenplan  · 
Rådmansgatan  · 
Hötorget · 
T-Centralen ·  
Gamla Stan · 
Slussen · 
Medborgarplatsen ·  
Skanstull · 
Gullmarsplan ·  
Globen ·
Enskede gård ·
Sockenplan ·
Svedmyra ·
Stureby ·
Bandhagen ·
Högdalen ·
Rågsved ·
Hagsätra